# Pierre Vavasseur
Cet article possède un paronyme, voir Pierre Levasseur.
 (juin 2010).
Si vous disposez d'ouvrages ou d'articles de référence ou si vous connaissez des sites web de qualité traitant du thème abordé ici, merci de compléter l'article en donnant les références utiles à sa vérifiabilité et en les liant à la section « Notes et références ».
Pierre Vavasseur est un écrivain, critique et journaliste français, né en 1955 à Chalon-sur-Saône.

## Biographie
Après une enfance passée en Saône-et-Loire, Pierre Vavasseur part étudier à Dijon, où il écrit et joue plusieurs pièces de théâtre. Il signe alors ses premières piges pour Les Dépêches de Dijon, puis pour Le Dauphiné libéré. Il poursuit à Paris cette activité de journaliste, pour Impact médecin, dont il prend en charge la rubrique culturelle. Puis il devient successivement rédacteur en chef du magazine Max et de Parcours, avant que Le Parisien ne lui propose un poste de grand reporter et ne l’affecte aux pages spectacles du quotidien.
Auteur de quatre romans, ayant paru aux éditions Jean-Claude Lattès, ainsi qu'un récit aux éditions du Moteur, Deux enfants, Pierre Vavasseur a par ailleurs publié trois essais chez Flammarion, dans la collection « Librio » : Cent romans incontournables, Cent premières phrases incontournables, Cent histoires drôles incontournables. Il a signé en 2011 son premier recueil de poèmes, Tes yeux poussent la porte du monde, aux éditions Bruno Doucey.
Il chante par ailleurs ses propres chansons, Chansons d'amour, de rupture, de retrouvailles et d'autres choses, interprétées à la guitare dans des galeries d'art et les bars d'hôtel parisiens.
« Dans Le Parisien du 1er février 2015, Pierre Vavasseur réunit deux ouvrages sous la bannière "Deux livres, histoire de sourire un peu" »[pertinence contestée].

## Œuvres

### Romans
- Un manque d'amour, J.-C. Lattès, 2001
- Le Jour où j'ai quitté ma femme, J.-C. Lattès, 2003
- Putain d'Adèle, J.-C. Lattès, 2006
- Recommencer, J.-C. Lattès, 2010
- Deux enfants, éd. du Moteur, 2011
- Un pas de danse,  J.-C. Lattès, 2017

### Essais
- Cent romans incontournables, Flammarion
- Cent premières phrases incontournables, Flammarion
- Cent histoires drôles incontournables, Flammarion

### Poésie
- Tes yeux poussent la porte du monde,  éd. Bruno Doucey